# Pseudoparlatoria cristata
Pseudoparlatoria cristata är en insektsart som först beskrevs av Karl Hermann Leonhard Lindinger 1911.  Pseudoparlatoria cristata ingår i släktet Pseudoparlatoria och familjen pansarsköldlöss. Inga underarter finns listade i Catalogue of Life.